# Piz Sardona
El Surenstock o Piz Sardona es una montaña en los Alpes Alpes de Glaris en Suiza. Es el punto en el que limitan los cantones de Glaris, San Galo y los Grisones (3.000 m) y está ubicado a 700 metros al sur de la cumbre.

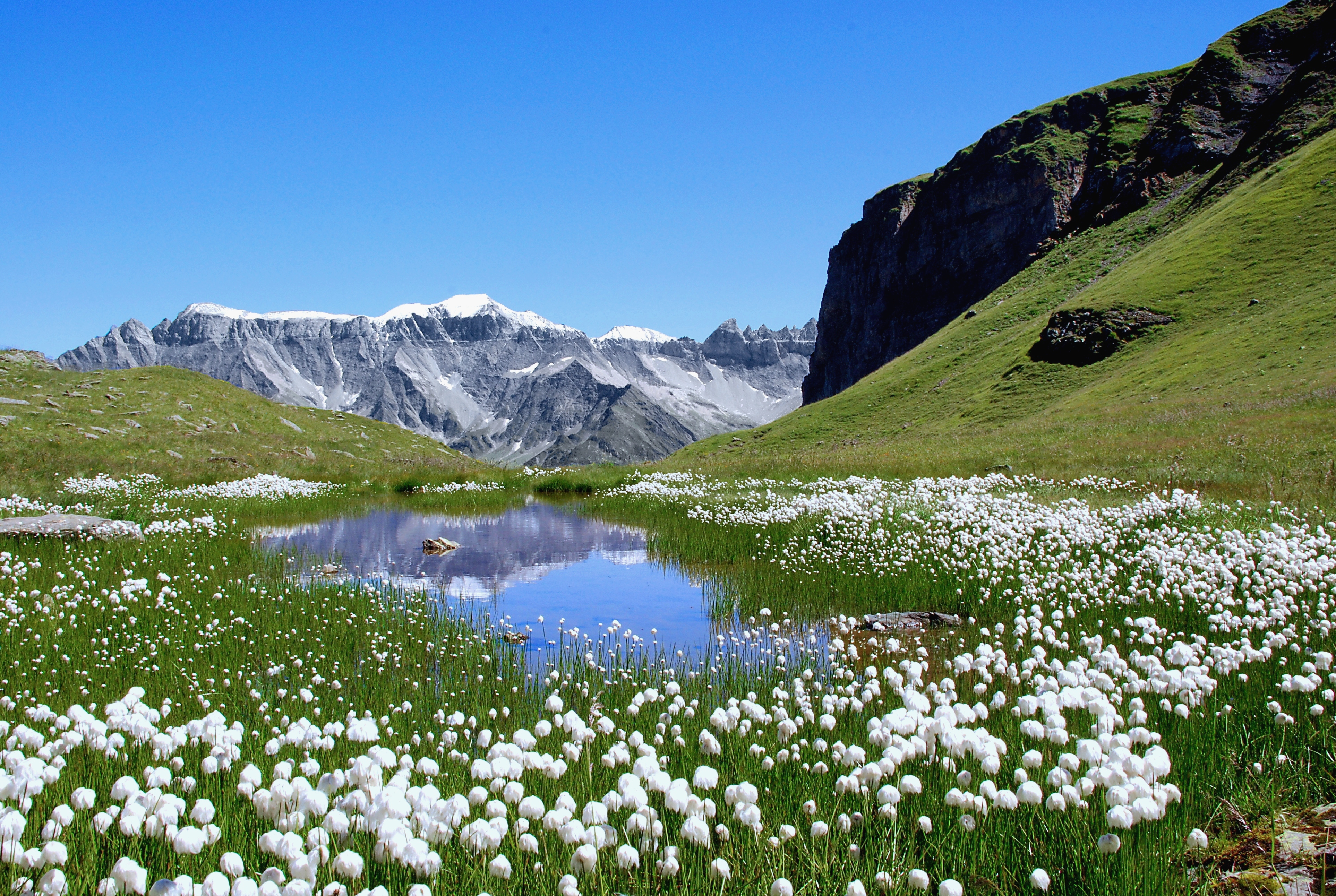
Surenstock (centro) desde Chüebodensee.